# Малчовци (Габровская область)
Малчовци (болг. Малчовци) — село в Болгарии. Находится в Габровской области, входит в общину Трявна.

## Политическая ситуация
Кмет (мэр) общины Трявна — Драгомир Иванов Николов (независимый) по результатам выборов в правление общины.